# Vít Fousek junior
Vít Fousek junior (* 29. April 1940 in Nové Město na Moravě) ist ein ehemaliger tschechoslowakischer Skilangläufer.
Fousek, der für den Sokol Nové Město na Moravě und den Dukla Liberec startete, belegte bei den Nordischen Skiweltmeisterschaften 1962 in Zakopane den 31. Platz über 15 km sowie den 11. Rang mit der Staffel und bei den Nordischen Skiweltmeisterschaften 1966 in Oslo jeweils den 35. Platz über 15 km und 30 km sowie den 26. Rang über 50 km. Bei seiner einzigen Teilnahme an Olympischen Winterspielen im Februar 1968 in Grenoble kam er auf den 39. Platz über 50 km und auf den neunten Rang zusammen mit Jan Fajstavr, Václav Peřina und Karel Štefl in der Staffel. Bei den tschechoslowakischen Meisterschaften siegte er im Jahr 1962 über 15 km. Sein Vater Vít Fousek senior war ebenfalls als Skilangläufer aktiv.